# Betula jackii
Betula jackii är en björkväxtart som beskrevs av Camillo Karl Schneider. Betula jackii ingår i släktet björkar, och familjen björkväxter. Inga underarter finns listade.